# Bhatnair
Bhatnair (o Bhatner) és una fortalesa de Rajasthan, al nord de Bikaner a la riba esquerra del riu Ghagar. La ciutat al costat porta actualment el nom de Hanumangarh. La seva població el 1901 era de quasi 2000 habitants.
A la Gaceta de Bikaner el capità Powlett parla de la fortalesa com a posició clau per les invasions des de l'Àsia central. Els forts de Bhatnair, Abor, Bhatinda i Sirsa estaven situades en els angles d'un territori quadrat de 80 x 80 km, al mig de la ruta de les invasions. Fou conquerida al començament del segle xi per Mahmud de Gazni (1001); segles després a finals del segle xiv pertanyia a un cap bhati de nom Dhul Chand, quan fou atacada per Tamerlà (1398) que hi hauria deixat un noble txagatai com a governador, possiblement després de casar-se amb la filla del cap bhati o bhatti; el governador fou expulsat pels bhattis de Marot i Phulra.
Generalment es considera que el seu nom derivava dels rajputs bhattis (anomenats només bhattis o bhatis quan van esdevenir musulmans) però també s'esmenta a un raja de nom Bharat.
Cunningham diu que Bhatnair fou conquerida el 1527 pel rajpur rathor Ketsi Khondalat de mans de Sada Chayal Rajput, que no diu a quin clan pertanyia. El 1549 Mirza Kamran, germà d'Humayun, va conquerir la fortalesa per assalt i Ketsi, amb 5000 rajpust, va morir; però després Kamran fou derrotat per Rao Jetsa de Bikaner; recuperat per Firuz Chayal (1554) Jetsa va enviar a recuperar-lo al seu fill Thakur Si, que el va ocupar novament en un assalt per sorpresa vers 1560. Bikaner hi va dominar uns vint anys fins que fou ocupada pel subadar d'Hisar.
No torna a aparèixer fins a l'any 1816 o 1817 del calendari samvat (vers 1759), quan fou conquerit per un cap bhatti de nom Hassan Muhammad, però la va perdre al cap de poc temps; el 1800 fou atacada per l'aventurer d'Haryana George Thomas, i va capitular després d'obrir forats a la muralla; va quedar en mans d'un cap bhatti aliat, de nom Zabita Khan, al qual pertanyia vers el 1804 quan fou assetjada per forces de Bikaner i després de cinc mesos fou conquerida el 1805 un dijous dia consagrat a Hanuman. Fou convertida en capçalera d'un tahsildar i al segle xix reanomenada Hanumangarh.